# Златни дани
Епизода Златни дани је 22. епизода 8. сезоне серије "МЗИС: Лос Анђелес". Премијерно је приказана 30. априла 2017. године на каналу ЦБС.

## Опис
Сценарио за епизоду су писали Џозеф Ч. Вилсон и Ли А. Карлајл, а режирала ју је Руба Нада.
Екипа ради са Хетиним бившим колегом из Вијетнамског рата на проналаску злата вредног 40 милиона долара, али ствари постајуе сложеније када се друге странке, које такође занима злато, укључе у потрагу. Дикс прима изненађујуће вести од детектова Витинга о свом случају у УК-у.
У овој епизоди се појављује контраадмирал у пензији Алберт Џетро Чегвиден. 

## Ликови

### Из серијеМЗИС: Лос Анђелес
- Крис О’Донел као Гриша Кален
- Данијела Руа као Кензи Блај
- Ерик Кристијан Олсен као Мартин А. Дикс
- Берет Фоа као Ерик Бил
- Мигел Ферер као Овен Гренџер
- Линда Хант као Хенријета Ленг
- Џејмс Тод Смит као Семјуел Хана

### Из серијеВојни адвокати
- Џон М. Џексон као Алберт Џетро Чегвиден